# خوسيه غويلرمو رودريغيز
خوسيه غويلرمو رودريغيز (بالإنجليزية: José Guillermo Rodríguez)‏ هو سياسي أمريكي، ولد في 11 مارس 1960 في ماياجويز في الولايات المتحدة. حزبياً، نشط في Popular Democratic Party (Puerto Rico) ‏.